# Deirdre Purcell
Deirdre Purcell (Dublín, 1945-13 de febrero de 2023) fue una escritora, actriz y periodista irlandesa. 

## Biografía
Fue actriz miembro del Teatro Nacional de Irlanda el Teatro Abbey.
Escribió para periódicos como Sunday Tribune, ganó el Premio al Periodista del Año en 1986, y fue la primera mujer presentadora de las noticias Nine O'Clock en RTÉ Television. Publicó más de diecinueve libros.
Su libro superventas Enamorarse de una bailarina se convirtió en una serie televisiva de cuatro capítulos dde la BBC en 1998 protagonizada por protagonizada por Elisabeth Dermot Walsh, Dermot Crowley, Liam Cunningham y Colin Farrell.
Contrajo matrimonio con Kevin Healy, fueron padres de dos hijos: Adrián y Simón Weckler. Falleció el 13 de febrero de 2023 a los 77 años.

## Libros
- 1991,  Un lugar de piedras
- 1993,  Enamorándose de una bailarina
- 1994,  Cenizas de rosas
- 1996,  Rosas después de la lluvia
- 1997,  Amor como odio adoro
- 2003,  El último verano en Arcadia
- 2005,  Hijos de Eva
- 2006,  Dime tu secreto
- 2006,  El secreto
- 2007,  En algún lugar intermedio
- 2008,  Jesús y Billy se van a Barcelona
- 2008,  Días que recordamos